# Lodewijk II van Münster
Lodewijk II van Münster, geboren als Lodewijk van Hessen, (1282/1283 - Münster, 18 augustus 1357) was van 1310 tot aan zijn dood bisschop van Münster. Hij behoorde tot het huis Hessen.

## Levensloop

### Herkomst en aantreding als bisschop
Lodewijk II was een zoon van landgraaf Hendrik I van Hessen uit diens tweede huwelijk met Machteld, dochter van graaf Diederik IX van Kleef.
Voorbestemd voor een geestelijke loopbaan werd hij in 1307 kanunnik in Chartres en Trier. Niet in het minst op aandringen van koning Filips IV van Frankrijk verkreeg Lodewijk vervolgens ook de functie van kanunnik van de Dom van Mainz. In 1309 werd hij in opdracht van keizer Hendrik VII kanunnik in Münster en een jaar later volgde dankzij de bemoeienissen van zijn oom, graaf Otto van Kleef, zijn benoeming tot bisschop van Münster door paus Clemens V. Lodewijk werd zonder probleem erkend, zowel door de Landsstaten als door de bevolking van Münster.
Lodewijk II perkte in het begin van zijn regering de inspraakmogelijkheden van de Staten in. In plaats daarvan liet hij zich omringen door vertrouwelingen die iets verplicht aan hem waren, vooral uit de clerus. Ook probeerde hij de macht van de adel af te zwakken door een systeem van zogenaamd openhuisrecht in te voeren. Hierdoor werden de burchtheren een soort vazallen van de bisschop, die hen in ruil bescherming tegen vijanden bood. Daarbovenop probeerde Lodewijk de vrede in zijn gebieden te bewaren door systematisch stadsrechten te verlenen. Onder andere Dülmen (1311), Billerbeck (1318), Ramsdorf (1319), Sendenhorst (voor 1315) en Rheine (1327) kregen zulke rechten. Zo verbeterde hij de economische ontwikkeling van deze plaatsen en stegen tegelijkertijd zijn inkomsten. Een ander aspect van de uitbreiding van zijn macht was dat hij verschillende rechten ontving.

### Buitenlandse conflicten
Vanaf 1312 was zijn aartsbisdom betrokken bij verschillende vetes tegen naburige gebieden. In de Rooms-Duitse troonstrijd tussen Frederik van Habsburg en Lodewijk IV van Beieren nam Lodewijk II, ondanks dat hij eigenlijk Frederik de Schone steunde, een afwachtende houding aan. Toen Lodewijk van Beieren de graven van Markhdte Rijksleen en verschillende pandschappen gaf, kwam het evenwel tot een conflict met de bisschop van Münster. De situatie werd rustiger toen er in 1319 een landvrede werd gesloten tussen de aartsbisschop van Keulen, de bisschoppen van Münster en Osnabrück en de steden Münster, Osnabrück en Dortmund.
In de Strijd om Bredevoort voerde Lodewijk II dan weer een vete met graaf Reinald II van Gelre om het bezit van de heerlijkheid Bredevoort. Otto en Johan van Ahaus-Ottenstein, erfgenamen van graaf Herman II van Lohn, hadden de heerlijkheid samen met het Kasteel Bredevoort verkocht aan de bisschop van Münster, zonder rekening te houden met de leenrechten van Gelre in het westelijke deel van de heerlijkheid. Beide partijen hadden belangrijke bondgenoten aan hun zijde. Rond Reinald II schaarden zich onder andere de aartsbisschop van Keulen, koning Jan van Bohemen, de bisschoppen van Luik en Utrecht en de graven van Gulik, Berg, Mark, Artesië en Vlaanderen, terwijl Lodewijk de steun kreeg van de bisschop van Osnabrück, de graven van Waldeck en Sayn en de heren van Lippe. Het kwam tot hevige onrust in het westen van Münster en op 23 mei 1323 versloegen de inwoners van Borken de troepen van Reinoud II van Gelre. Vervolgens werd de bisschop via arbitrage het omstreden gebied toegekend, maar door financiële problemen kon hij Bredevoort niet in handen houden. Nadat de troepen van de bisschop ten strijde trokken tegen de stad Hamm, werd Lodewijk II gevangengenomen door graaf Engelbert II van der Mark en korte tijd later werden zijn troepen militair verslagen. Pas na het betalen van 5.000 zilvermark losgeld en het slopen van enkele burchten kon de bisschop zich in 1323 vrijkopen. Dit ruïneerde de financiën van zijn aartsbisdom en hij moest zelfs aan de paus zijn financieel onvermogen toegeven. Omdat hij slechts een klein bedrag aan het losgeld had uitgegeven, moest hij de burcht van Botzlar en twee gerechtshoven afstaan, alsook verschillende kerspelen verpanden om de heerlijkheid Bermentfelde te kunnen behouden.
Ook in het noorden van zijn grondgebied voerde Lodewijk meerdere militaire conflicten met de meeste naburige gebieden. Daarnaast was er in 1341 ook een opstand van de Friezen, waren er ook conflicten met het bisdom Osnabrück, waren er nog andere vetes en conflicten.

### Verlies van invloed en bevordering van het geestelijke leven
De kosten voor al die vetes en conflicten leidden tot hoge schulden en de verpanding van bezittingen. Dit zorgde ervoor dat hij nauwelijks nog inkomsten kon vergaren, aangezien ook zijn burchten deels waren verpand. De slechte financiële toestand zorgde voor een conflict met de Staten, die hun invloed sterk konden uitbreiden. Ze stichtten in 1336 een Stiftraad die de bisschop moest controleren. Zonder toestemming van die raad mocht Lodewijk geen vetes meer voeren, goederen uitbreiden en geestelijke rechters aanstellen. Aartsbisschop Walram van Gulik klaagde dan weer Lodewijks verpanding van kerkelijk bezit aan bij de paus. Ook kwam er kritiek van het kapittel, dat vond dat de bisschop zijn familieleden voortrok bij het toekennen van prebenden. Het kapittel ging dit aankaarten bij de paus, maar Lodewijk hield vast aan zijn beleid.
Naast al deze wereldlijke conflicten hield de bisschop zich bezig met het opwaarderen van het kerkelijke leven. Zo stichtte hij de kapittelkerk van Dülmen en de kloosters Hoffriege en Reine in Münster. Toen Münster getroffen werd door pest en hongersnood, hield de bisschop zich eveneens bezig met de verzorging van zieken en armen.
Lodewijk II van Münster stierf in augustus 1357, na een ambtsperiode van 47 jaar. Hij werd bijgezet in de Dom van Münster.
- Gemeinsame Normdatei: 137957068
- Système universitaire de documentation: 224140140
- Virtual International Authority File: 86117865
- WorldCat: E39PBJmtyYcjDwyh67pDr9QH4q